# Fernando Ferrão
Fernando Ferrão (* 8. Januar 1959 in Odivelas) ist ein portugiesischer Schauspieler.

## Leben
Ferrão absolvierte eine Schauspielausbildung am Centro Cultural de Benfica und war dort unter anderem Schüler von Francisco Nicholson und António Feio. Sein Debüt gab er 1986. Seither ist er regelmäßig in verschiedenen Fernsehrollen zu sehen.

## Filmografie (Auswahl)
- 1994: A Grande Noite
- 1995: Barba e Cabelo
- 1996–2003: Os Malucos do Riso
- 1997: Era uma Vez…
- 1999: O Fura-Vidas
- 1999: Der Clown
- 1999: Um Sarilho Chamado Marina
- 2000: As Pupilas do Sr. Doutor
- 2004: Maré Alta
- 2006: Floribella
- 2008: Chiquititas
- 2008–2009: Podia Acabar o Mundo
- 2013–2015: Bem-vindo a Beirais
- 2016: Axilas
- 2023: Festa é Festa